# Panderichthys rhombolepis
Panderichthys rhombolepis és una espècie extinta de gran sarcopterigi que va viure al període Devonià, fa uns 380 milions d'anys. Panderichthys presenta caràcters transicionals entre els peixos d'aletes lobulades i els primers tetràpodes com Acanthostega.